# Ludwig Hofmann (Flieger)

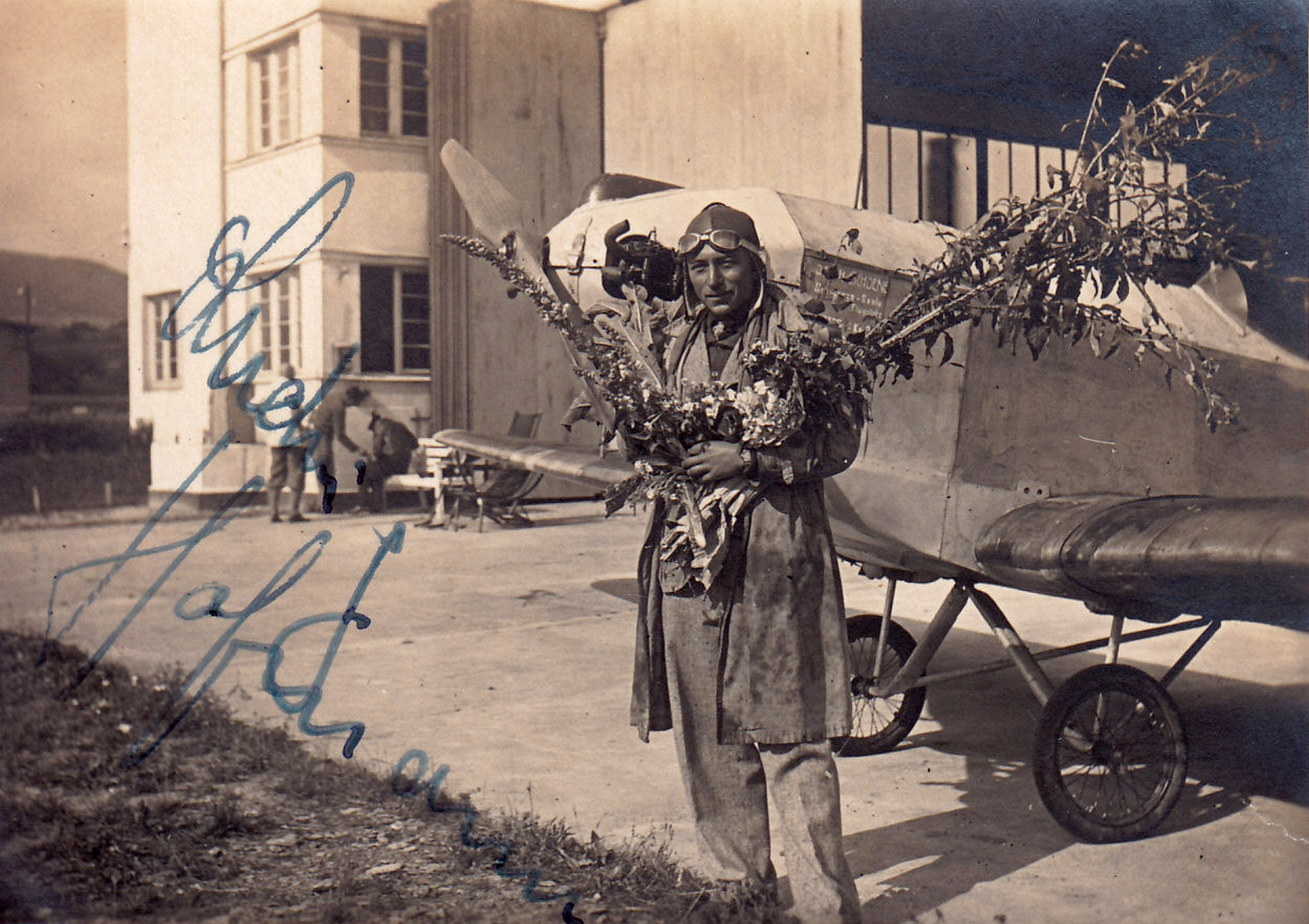
Hofmann, um 1938

Ludwig Hofmann (* 19. Juli 1912 in Elsenfeld; † 14. September 1979 in Bühl) war ein deutscher Segelflieger, Testpilot, Luftfahrtpionier und Erfinder.

## Frühe Erfolge
Ludwig Hofmann wurde am 19. Juli 1912 in Elsenfeld als Sohn des Sägewerkbesitzers Anton und seiner Ehefrau Emilie, die Hausfrau war, geboren.
Bereits im Alter von 16 Jahren nahm er die Ausbildung zum Segelflieger auf, drei Jahre später folgte die Motorflugausbildung. Seinen ersten großen Erfolg errang Hofmann 1934 als Gesamtsieger des Rhönwettbewerbs auf der Wasserkuppe. In den folgenden Jahren erflog er mehrere nationale, europäische und fünf Weltrekorde, darunter im Jahr 1935 einen Streckenweltrekord von 474 km Länge, mit dem er als erster Mensch die 400-km-Grenze durchbrach und den bestehenden Rekord um fast 100 km übertraf.
Im selben Jahr wurde er Streckensieger des 1. Internationalen Alpinen Segelflugwettbewerbs auf dem Jungfraujoch in der Schweiz. In Anerkennung seiner fliegerischen Leistungen im Jahr 1935 erhielt Ludwig Hofmann den neu geschaffenen Adolf-Hitler-Preis für Segelflug, den Nachfolger des Hindenburg-Pokals. 1936 gehörte er mit Hanna Reitsch, Otto Bräutigam und Heinz Huth zum deutschen Olympiateam der Segelflieger und wurde 1937 bei der ersten Segelflugweltmeisterschaft hinter Heini Dittmar Vizeweltmeister.

## Tätigkeit als Testpilot

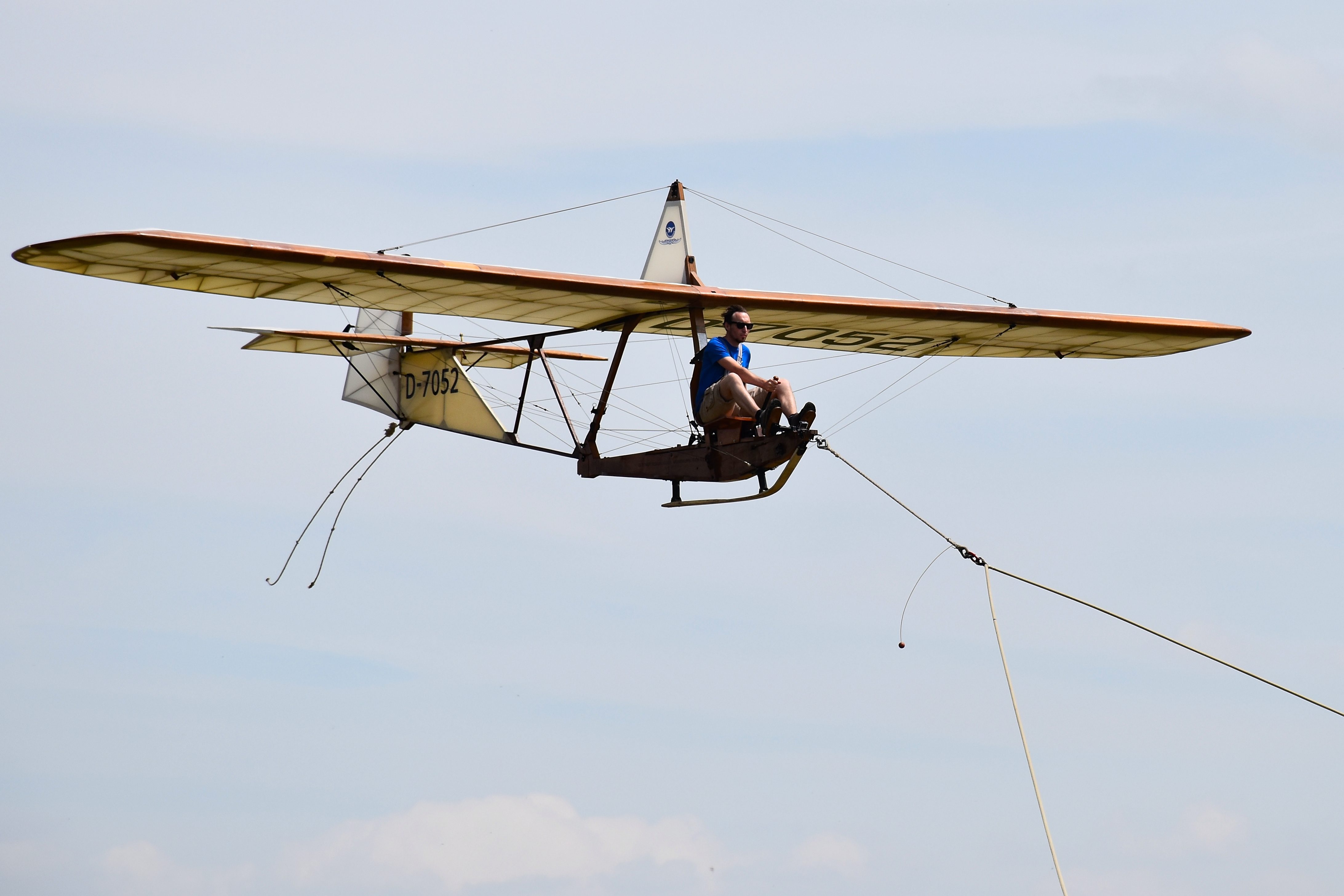
Schulgleiter SG 38, 2020

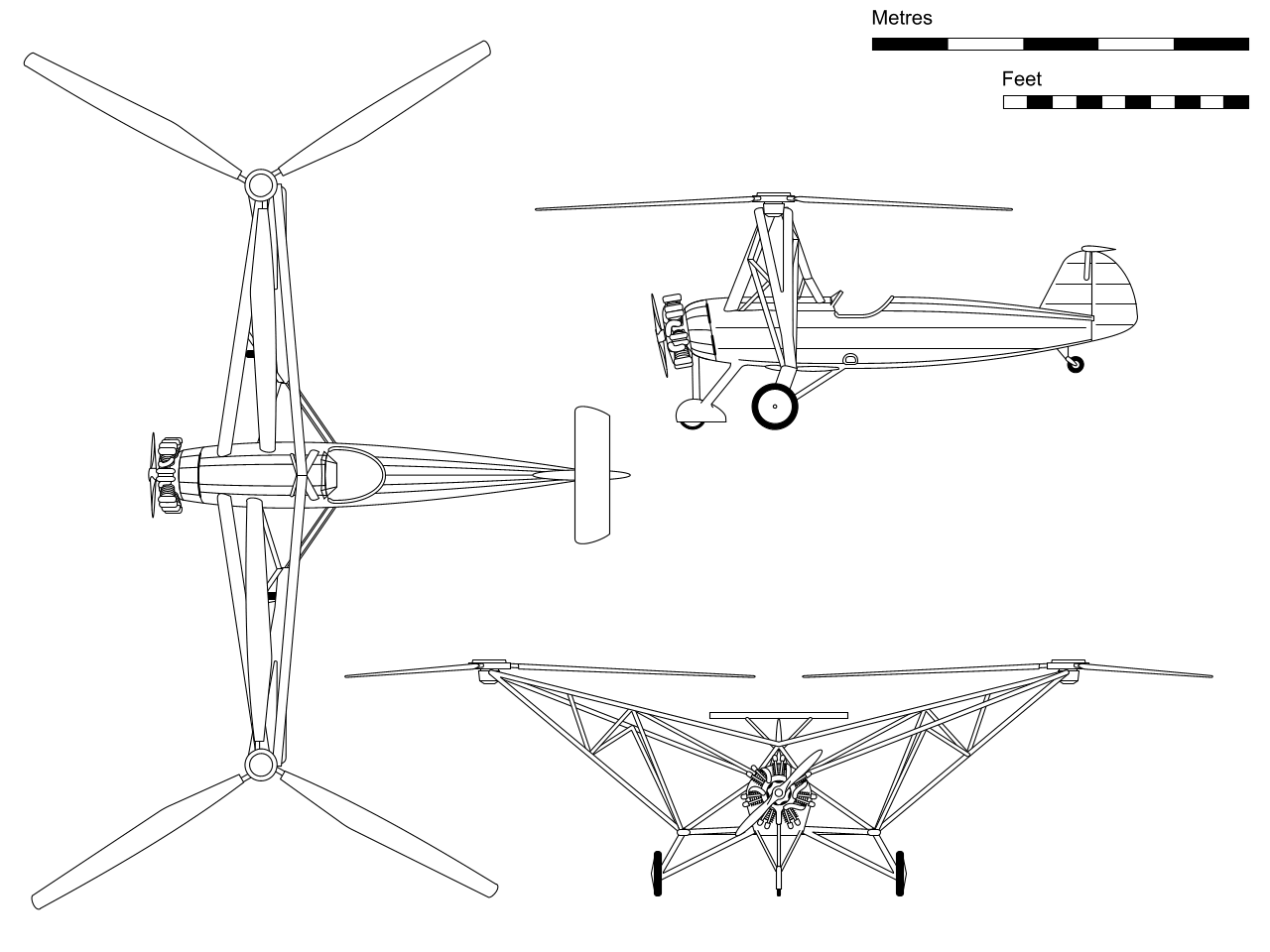
Focke-Wulf Fw 61 V2

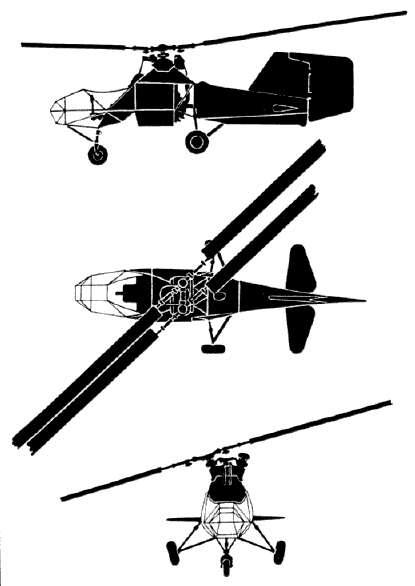
Flettner Fl 265 Kolibri

1937 wurde Hofmann zum Leiter der fliegerischen Erprobungsstelle in Trebbin ernannt. In dieser Funktion unterzog er nahezu alle deutschen Segelflugzeugmuster einer Flugeigenschaftsprüfung. Daneben zeichnete er für die fliegerischen Entwicklungsarbeiten des Schulgleiters SG 38 verantwortlich, der anschließend zum meistgebauten Schulungsflugzeug der Welt wurde.

## Bei Flettner in der Hubschrauber-Entwicklung
Während des Zweiten Weltkriegs war Ludwig Hofmann als Testpilot für Hubschrauber und Düsenjäger tätig, blieb aber im Sinne des Nationalsozialismus weitgehend unpolitisch. Zunächst arbeitete er als Testpilot der Berliner Anton Flettner Werke. In dieser Funktion führte er 1940 und 1941 mehrere Erprobungsflüge mit dem Flettner Fl 265 durch, unter anderem landete er am 18. Juni 1941 auf einer Plattform des Kreuzers Köln.
Am 31. Oktober 1941 vollführte Hofmann schließlich den Jungfernflug des Flettner Fl 282 Kolibri, des ersten einsatzfähigen Militärhubschraubers der Welt. In der Folgezeit führte er weltweit erstmals systematisch Trudelflüge mit einem Helikopter durch und absolvierte die ersten Decklandungen auf Schiffen bei voller Fahrt.
Am 27. April 1942 startete er innerhalb von nur 26 Minuten zwei Mal zu Höhenerprobungsflügen, bei denen er Höhen von 3500 Meter und 3800 Meter erreichte. Beide Flüge übertrafen den letzten vor dem Krieg aufgestellten Weltrekord von Karl Bode: 3427 Meter, erflogen am 29. Januar 1939 mit einem Fw 61 V2.

## Bei Bachem in der Raketen-Entwicklung
Als im Frühsommer 1944 die deutsche Hubschrauberentwicklung zugunsten des sogenannten „Jägernotprogramms“ fast vollständig zum Erliegen kam, wurde Hofmann zum Geheimprojekt Bachem Ba 349 Natter versetzt. Zunächst musste er bei Argus in Berlin die neuartigen Strahltriebwerke erproben, insbesondere das Pulsstrahltriebwerk As 014.
Hofmann war vorgesehen für den ersten bemannten Raketenstart der Welt. Er sollte den senkrecht startenden Abfangraketenjäger Ba 349 Natter fliegen, eines der geheimen „Wunderwaffen“-Projekte des Dritten Reiches. Zur Vorbereitung sollte er zunächst wieder möglichst viel Flugpraxis auf Flächenflugzeugen erwerben, unter anderem auf dem Raketenflugzeug Messerschmitt Me 163 Komet (allerdings nur im Schleppflug). Daneben gehörte das liegende Fliegen in umgebauten Flugzeugen zum Vorbereitungsprogramm.
Da die Ba 349 Natter per Fallschirm verlassen werden musste, wurde der bekannte Fallschirmspringer Wilhelm Buss von der Erprobungsstelle Rechlin nach Berlin abkommandiert, um mit Hofmann ein intensives Fallschirm-Training zu absolvieren. Bei einem der Sprünge wurde Hofmann schwer verletzt. Er erlitt einen Schädelbasisbruch und verbrachte die nächsten Monate im Lazarett. Dieses Unglück rettete ihm möglicherweise das Leben. Nachdem mehrere Piloten die Aufgabe abgelehnt hatten, führte schließlich am 1. März 1945 Lothar Sieber den ersten bemannten Raketenstart der Welt auf der Schwäbischen Alb durch. Kurz nach dem Start stürzte das Raketenflugzeug ab und explodierte beim Aufschlag, Lothar Sieber überlebte das Unglück nicht.

## Bei Messerschmitt in der Strahljägerentwicklung
Nach seiner Genesung wurde Hofmann Anfang 1945 zu Messerschmitt versetzt, wo er Hochgeschwindigkeitsflüge mit der Me 262 zu absolvieren hatte, dem ersten einsatzfähigen Strahljäger der Welt. Untersucht werden sollte das sogenannte Mach-Abkippen. Mano Ziegler schreibt dazu: „Die Piloten stiegen auf 10.000 bis 12.000 Meter Höhe und steuerten mit voll laufenden Triebwerken in einen steilen Bahnneigungsflug und erreichten bei etwa 7.000 Metern Höhe eine Geschwindigkeit von etwa 950 km/h.“
Der Luftfahrthistoriker Manfred Jurleit schreibt über die besonderen Gefahren dieser Tätigkeit: „Zwischenfälle im Einflugbetrieb waren, wie in jedem Fertigungsbetrieb, nicht selten. Doch beim Einfliegen der Me 262 passierten schon wegen der neuen Triebwerktechnik und der hohen Geschwindigkeiten mehr Unfälle als bei herkömmlichen Typen.“

## In Diensten der Watson’s Whizzers

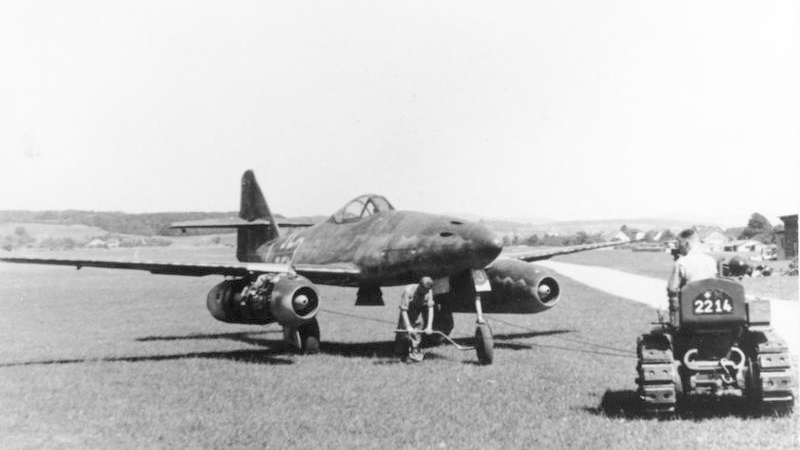
Strahljäger Me 262A, Flugplatz Dübendorf (Schweiz)

Nach dem Kriegsende wurde er von der US Air Force zu Reparationsarbeiten beordert. Er war einer von zwei Messerschmitt-Piloten, denen die Aufgabe zukam, die sogenannten Watson’s Whizzers auf der Me 262 zu schulen. Bei den Watson’s Whizzers handelte es sich um eine Spezialeinheit der Air Technical Intelligence (ATI) der US Air Force, die unter Leitung von Colonel Harold E. Watson den Auftrag hatte, im besetzten Deutschland nach innovativer Flugzeugtechnologie zu suchen und diese sicherzustellen.
Besonderes Augenmerk legte die US Air Force auf den neuartigen Strahljäger Me 262. Ludwig Hofmann und Karl Baur schulten die US-Piloten auf einer Zweisitzerausführung der Me 262. Dieses Flugzeug wurde von Hofmann von Lechfeld nach Melun bei Paris überführt. Zu Ehren von Hofmann gaben die Piloten der Watson’s Whizzers dieser bis heute erhaltenen Me 262 (Me 262 B-1a, Werknummer 110639, US-Nr. 555) den Namen „Willie“, was Hofmanns Spitzname bei den Amerikanern war, da sie Ludwig nicht richtig aussprechen konnten. Wolfgang W. E. Samuel schreibt darüber: „By unanimous vote of the Whizzers, Vera was rechristened Willie in honor of their ever jovial and story telling Messerschmitt test pilot, Ludwig Hoffmann (sic!). They had come to like Willie, and this was their way of saying, ‚Willie, you are one of us.’“ Diese Me 262 Willie steht heute als Ausstellungsstück auf der Willow Grove Naval Air Station in Pennsylvania/USA. In den Jahren 1993 bis 2000 war dieses Flugzeug an das „Me 262 Project“ ausgeliehen worden, um für die Texas Airplane Factory als Muster für einen flugfähigen Nachbau des ersten einsatzfähigen Strahljägers der Welt zu dienen. Diese Repliken der Me 262 „Willie“ fliegen inzwischen.

### Der Flugunfall mit der Me 262

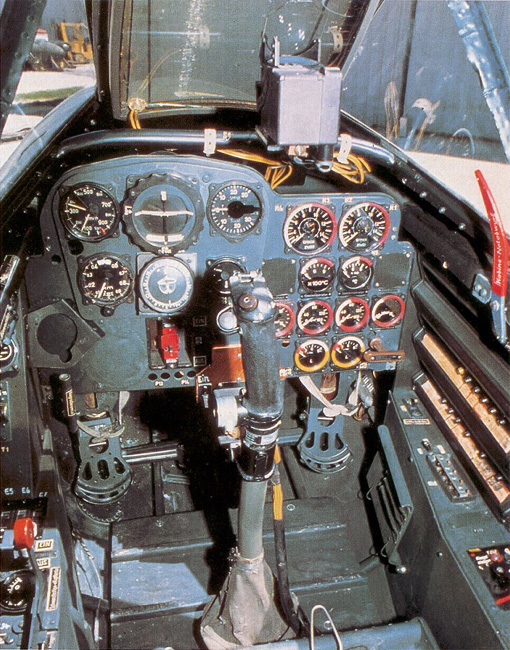
Cockpit der Me 262

Unter den von den Watson’s Whizzers erbeuteten Flugzeugen befand sich eine mit einer 50-mm-Bordkanone (Typ MK 214) ausgestattete Version, auf die Colonel Watson besonderen Wert legte. Bei der Überführung der flugfähigen Me 262 nach Cherbourg sollte deshalb Hofmann diese Me 262 fliegen. Von Cherbourg sollten die erbeuteten Flugzeuge mit dem Flugzeugträger HMS Reaper schließlich in die USA verschifft werden. Bei diesem (vorläufig) letzten Flug eines deutschen Piloten mit der Me 262. am 30. Juni 1945 kam es zu einem fatalen Unfall.
Zwischen Paris und Cherbourg fing in ca. 3000 Metern Flughöhe eines der Triebwerke plötzlich Feuer und der Strahljäger ging auch noch nach einem knallenden Geräusch in einen immer steiler und schneller werdenden Bahnneigungsflug über, aus dem er auch unter Aufbietung aller Kräfte am Steuerknüppel nicht mehr abzufangen war. Nach einem weiteren lauten Knall verstärkte sich das Schütteln des ganzen Flugzeugs, schlug Hofmann den Knüppel aus der Hand und er war zunächst noch nicht einmal in der Lage, die Leistungshebel zu ergreifen, um den Schub der Triebwerke zu reduzieren. Als er die Hebel endlich zu fassen bekam, stellte er fest, dass sie sich nicht mehr bewegen ließen. Bei weiter zunehmender Geschwindigkeit und Neigung der Flugbahn sowie immer extremerem Schütteln verloren die Ruder ihre Wirkung und es blieb als letzte Hoffnung der Ausstieg bei einer Flughöhe von nur noch wenigen hundert Metern. Hofmann hatte große Schwierigkeiten, überhaupt noch die Handgriffe auszuführen (zunächst Abwerfen des Kabinendachs), welche ihm das Verlassen des Cockpits ermöglichen sollten. Da die Me 262 über keinen Schleudersitz verfügte und er sich in aufrechter Fluglage gegen die Schwerkraft kaum aus dem schüttelnden Flugzeug hätte „herausarbeiten“ können, versuchte er es mit der (unter erfahrenen Test- sowie Front-Piloten wohlbekannten) Methode, das Flugzeug mit einer halben Rolle in den Rückenflug zu bringen und sich dann von Schwerkraft und Sogwirkung des Fahrtwindes unterstützt aus dem Cockpit zu lösen.
Mit beiden Händen am Steuerknüppel leitete er die halbe Rolle ein, wurde jedoch bereits zu Beginn der Rotation um die Längsachse aus dem Cockpit gesaugt und prallte danach mit dem rechten Bein so heftig gegen Bordwand oder Leitwerk, dass sich der Stoff des Hosenbeins später „wie mit Tarnfarbe eingefärbt“ präsentierte. Er benutzte bei diesem Flug einen amerikanischen Irvin-Schirm mit einer Reißfestigkeit bis 650 km/h – bei einer geschätzten Geschwindigkeit von ca. 900 km/h stieg er aus. Aufgrund der geringen verbliebenen Flughöhe konnte Hofmann nicht wie in solchen Fällen empfohlen zunächst mit ausgebreiteten Armen und Beinen die Geschwindigkeit auf die sich nach einer gewissen Zeit einstellenden konstanten ca. 250 km/h reduzieren, sondern er zog sofort die Auslösung des Fallschirms. Durch die extreme Belastung des Entfaltungs-Stoßes wurden ihm durch die starken Trägheitskräfte Schuhe samt Strümpfen „ausgezogen“ und der Schirm wurde stark beschädigt – die Landung war entsprechend hart und Hofmann wurde kurzzeitig bewusstlos.
Während der anschließenden Irrfahrt (nach minimaler medizinischer Versorgung zunächst auf einem Pferde-Fuhrwerk) durch französische und amerikanische lokale Institutionen (die natürlich von seinem sehr speziellen Überführungsflug keine Kenntnis hatten) wurde er vor Schmerzen mehrfach fast ohnmächtig. Endlich rief ein Kommandeur einer US-Einheit nach langem Zögern dann doch bei Colonel Watson an, worauf die Situation sich klärte und Hofmann endlich die überfällige intensive ärztliche Betreuung seiner schweren Verletzungen erhielt.
Der Luftfahrthistoriker Manfred Jurleit schreibt, dass Hofmann der einzige Pilot sei, der jemals in einem Ernstfall aus einer brennenden Me 262 mit dem Fallschirm abgesprungen sei und überlebt hätte. Allerdings ist diese Aussage nicht zutreffend, denn es gelang mit Walter Schuck, der am 10. April 1945 von dem US-Amerikaner Joseph Anthony Peterburs bei einem Einsatz abgeschossen wurde, zumindest einem weiteren Piloten der erfolgreiche Absprung aus einer brennenden Me 262. Der verantwortliche Leutnant Bob Strobell von den Watson’s Whizzers gab später zu Protokoll: „If that engine had disintegrated on me or one of my guys, we would have never rolled the airplane upside down. We were no test pilots, Willie was. We weren’t even ready to think about doing something like that.(Wenn dieser Motor bei mir oder einem meiner Leute zerbrochen wäre, hätten wir das Flugzeug nie auf den Kopf gestellt. Wir waren keine Testpiloten, Willie schon. Wir waren noch nicht einmal bereit, darüber nachzudenken, so etwas zu tun.)“

## Verschleppung in die Sowjetunion
Nach seiner Genesung konnte Hofmann zu seiner Familie nach Blankensee bei Berlin reisen. Der Plan, gemeinsam mit seiner Familie in die amerikanische Besatzungszone umzusiedeln, zerschlug sich, da Hofmann direkt nach seiner Ankunft von der sowjetischen Verwaltung unter Hausarrest gestellt wurde. Auf Befehl der sowjetischen Besatzungsmacht wurde Hofmann 1946 zum Junkers-Werk nach Dessau abgeordnet, um dort Reparationsarbeit als Testpilot zu leisten.
Im Oktober 1946 wurde Hofmann mit seiner Familie im Rahmen der Operation Ossawakim mit etwa 2200 weiteren deutschen Technikern und Spezialisten der Luftfahrtindustrie in die Sowjetunion verschleppt, wo er weiterhin als Testpilot und Konstrukteur tätig sein musste. Hofmann wurde dem „Werk Nr. 1 des Ministeriums für Flugzeugindustrie“ (OKB-1) in Podberesje zugeordnet.
Acht Jahre lang wurde Hofmann in Russland festgehalten. Er musste unter anderem Erprobungsflüge mit dem bereits bei Junkers projektierten Strahlflugzeugs EF 126 und dem Versuchsjäger I-215 durchführen. Später war er Leiter des Statik-Labors des OKB-1 und musste als flugtechnischer Berater an der Entwicklung der EF 152 mitarbeiten.

## Neuanfang in Deutschland

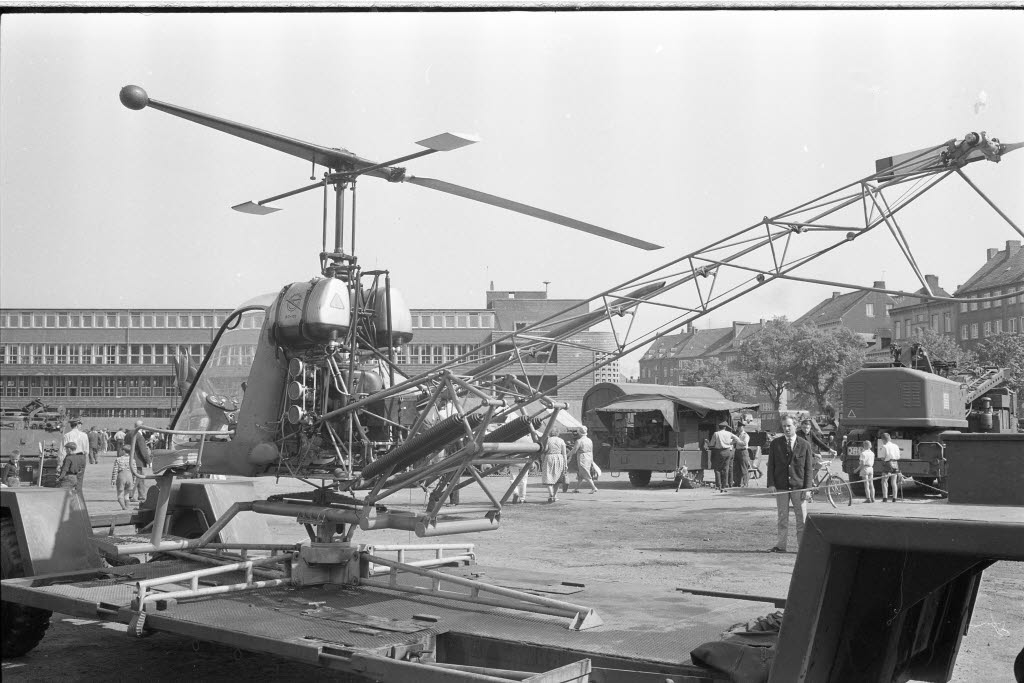
Stationärer Hubschraubertrainer Bölkow Bo 102 (Wilhelmplatz, Kiel)

1954 gelang Hofmann mit Unterstützung des amerikanischen Geheimdienstes die Flucht in die Bundesrepublik Deutschland. Er war zunächst als flugtechnischer Leiter der Deutschen Studiengemeinschaft Hubschrauber (DSH) tätig, bevor er für Bölkow und Heinkel Aufgaben als Testpilot und Konstrukteur übernahm.
1957/58 entwickelte er im Rahmen dieser Tätigkeit den Hubschraubertrainer „System Hofmann“, der als Bo 102 von Bölkow in Kleinserie produziert wurde. Laut Angaben von Kyrill von Gersdorff kamen Exemplare des Bo 102 bei der Pilotenausbildung der Bundeswehr, der französischen, der englischen, der spanischen, der italienischen und der jugoslawischen Armee zum Einsatz und blieben bis zum Ende der 1960er Jahre in Betrieb. „Der Urtrainer aus dem Jahre 1957 befindet sich noch im Firmenbesitz (heute der EADS), ein Heli-Trainer Bo 102 B ist im Hubschrauber-Museum in Bückeburg ausgestellt.“
Im Jahr 1960 gründete er mit der Ludhof-Technik GmbH sein eigenes Unternehmen und entwickelte ein patentrechtlich geschütztes Verzurrgurt-System. Aus der aktiven Fliegerei zog er sich mehr und mehr zurück.
Im Jahre 1962 wurde er Generalvertreter für den schwedischen Gurtproduzenten KLIPPAN in Deutschland, der mit dem Werbeslogan Mama schnall den Papa an, für den Sicherheitsgurt im Autos, warb.

### Hubschrauber landete auf Einfamilienhaus
Zusammen mit dem Architekten der Heinkel-Werke Berthold Bürckel, konzipierte Ludwig Hofmann das Flachdach seines Hauses zugleich als Hubschrauberlandeplatz. Es wurde ein V-förmig nach innen geknicktes Dach, um den Wind der Rotoren und den Motorlärm nach oben abzuleiten. Die quadratische Dachfläche ragte etwas über und sollte bei windiger Wetterlage als Trennebene wirken, also jede Verwirbelung nach oben hin Fernhalten.

„Unter der Überschrift ‚Hubschrauber landete auf Einfamilienhaus. Ein wohl erstmaliger Versuch in Deutschland‘ informierte die Tageszeitung Badische Neueste Nachrichten am 28. März 1962 ihre Leser: ‚Das war eine echte Sensation, die eine Reihe von Bewohnern der Kreisstadt Bühl gestern Nachmittag erlebten: Ein Hubschrauber landete auf dem 10 mal 13 Meter großen Dach eines Einfamilienhauses im Neubaugebiet am ‚Schänzel‘. Pilot war der 50-jährige Ludwig Hofmann, von Hause aus Testpilot, Industrieberater auf luftfahrttechnischem Gebiet, Konstrukteur und Werksvertreter für Autozubehör. Kurz vor 15.30 Uhr begann das ungewöhnliche Schauspiel. In Richtung Baden-Oos, wo der Start mit Ludwig Hofmann und seinem Sohn erfolgt war, wurde der Hubschrauber gesichtet. […] Die Landung erfolgte so sicher und reibungslos, dass der Zuschauer den Eindruck gewann, es sei nichts Außergewöhnliches. Dennoch: Es dürfte wohl das erste Mal in Deutschland gewesen sein, dass eine Hubschrauber Landung auf dem Dach eines normalen Wohnhauses erfolgte.‘“

## Die Familie
- Im Jahre 1935 heiratete Ludwig seine Ehefrau Lore (um 1916-Dezember 2006)
- Sohn Gerwolf (1936-unbekannt) und ihre drei Töchter
- Gotlinde Rieser (1939- unbekannt) mit Ehemann Herbert Rieser
- Heidi (1942-unbekannt)
- Gaby Röbke (1944-unbekannt) mit Ehemann Wolfgang Röbke
- Enkel Martin Ludwig Hofmann (1972) und seine Ehefrau Roswitha[20]

## Stimmen über Ludwig Hofmann
„Hoffmann (sic!) was one of the great test pilots of his time“

Colonel Wolfgang W. E. Samuel
„a legendary aviator throughout Germany, Hofmann had flown virtually every type of aircraft“

www.stormbirds.com – An online history of America’s unofficial „First Jet Squadron“
„Er war einer der Großen der Anfangsjahre, der nicht vergessen werden wird.“

Peter Riedel
„ein exzellenter Techniker und Testpilot“

Kurt Hohenemser, Chefingenieur von Flettner
„one of Messerschmitt’s best test pilots“

Colonel Harold E. Watson, Kommandant der 54th Air Disarmament Squadron der US Air Force
„Hoffmann (sic!) was the most experienced pilot“

Leutnant Bob Strobell, Pilot der Watson’s Whizzers der US Air Force
„Hofmann had earned a reputation in Germany for fearlessly flying anything required of him.“

Robert L. Young
„ein Flugpionier der allerersten Kategorie“

Flieger-Revue
„one oft the most brilliant of the prewar Rhoen Contest pilots“

Vintage Glider Club of Great Britain
„im Streckenflug erschien er damals allen überlegen“

Peter Riedel
„unzweifelhaft unser bester Streckenflieger“

Süddeutsche Sonntagspost
„der derzeit beste Streckenflieger Deutschlands“

Georg Brütting
„the incomparable Hofmann“

The Sailplane